# El Caracol, Morelos
El Caracol är en ort i Mexiko.   Den ligger i kommunen Yautepec och delstaten Morelos, i den sydöstra delen av landet, 60 km söder om huvudstaden Mexico City. El Caracol ligger 1 219 meter över havet och antalet invånare är 312.
Terrängen runt El Caracol är kuperad åt nordväst, men åt sydost är den platt. Runt El Caracol är det mycket tätbefolkat, med 1 056 invånare per kvadratkilometer. Närmaste större samhälle är Jiutepec, 15,4 km väster om El Caracol. Omgivningarna runt El Caracol är en mosaik av jordbruksmark och naturlig växtlighet.